# Cod ATC B
Codul ATC B Sânge și organe hematopoetice este o parte a sistemului de clasificare anatomică, terapeutică și chimică a medicamentelor, un sistem dezvoltat de către Organizația Mondială a Sănătății (OMS) pentru clasificarea medicamentelor și a altor produse medicinale.
Codurile pentru preparatele de uz veterinar sunt create prin alipirea literei Q în fața codului ATC corespunzător produsului pentru uz uman; de exemplu, QB. 

B Sânge și organe hematopoetice
B01 Antitrombotice
B02 Antihemoragice
B03 Atianemice
B05 Substituenți de sânge și soluții perfuzabile
B06 Alte preparate hematologice